# 検定ジャポン@モバイルpresents えじけん!
『検定ジャポン@モバイル presents えじけん!』は、2008年10月8日から2009年3月18日まで超!A&G+で放送されていたラジオ番組である。毎月第1・3水曜日更新。パーソナリティは鷲崎健と阿澄佳奈。

## 放送日
毎週放送されるが月2回（隔週）更新。
- 本放送

隔週水曜日 22:00 - 23:00 （2008年10月8日 - 2009年3月18日）
- リピート放送

木曜日 12:00 - 13:00 （2008年10月9日 - 2009年4月2日）
日曜日 7:00 - 8:00 （2008年10月12日 - 2009年4月5日）

## コーナー
鷲崎検定・阿澄検定
パーソナリティがお互いに自身に関する問題を出し合う。

ふつおた
番組の感想や、疑問質問のメールを紹介するコーナー。

えじけん! ヒストリー
ゲストの経歴を振り返りながらトークをするコーナー。

プレゼント争奪 ○○検定
○○の部分にはゲストの愛称等が入る（例：第1回ゲストの関智一なら「関智検定」）。
ゲストの出演作やプロフィール等から出題し、それにゲスト本人と阿澄が解答するコーナー。全5問。
ゲストには答えられて当然の問題なので、阿澄にはハンデキャップとして10秒間が与えられる。
阿澄が勝利すると、ゲストの私物がリスナープレゼントとなる。
阿澄が負けた場合はA&Gグッズがプレゼントされる。

鷲崎塾 開講!
鷲崎が阿澄を一人前のパーソナリティとして育てるためのコーナー。
阿澄がパーソナリティとしての技術を要するハプニングに対し、如何に乗り越えるかを試す。

A&Gレジェンド
A&Gの歴史に関わった人物の経歴と曲を紹介するコーナー。

## ゲスト（放送リスト）
| 放送回 | 放送日         | ゲスト出演者 |
| ------ | -------------- | ------------ |
| 第1回  | 2008年10月8日  | 関智一       |
| 第2回  | 2008年10月22日 | 浅野真澄     |
| 第3回  | 2008年11月5日  | 日髙のり子   |
| 第4回  | 2008年11月19日 | 小清水亜美   |
| 第5回  | 2008年12月3日  | 櫻井孝宏     |
| 第6回  | 2008年12月17日 | 田村ゆかり   |
| 第7回  | 2009年1月7日   |              |
| 第8回  | 2009年1月21日  | 長沢美樹     |
| 第9回  | 2009年2月4日   | 関俊彦       |
| 第10回 | 2009年2月18日  | 松来未祐     |
| 第11回 | 2009年3月4日   | 川澄綾子     |
| 第12回 | 2009年3月18日  | -            |

## エピソード
- 第1回放送後から第2回収録の間（約1週間）まで、番組宛に送られたメールが0通だった（第2回）。
- 第7回は関俊彦が出演予定であったが、諸事情により延期され、A&G声優・パーソナリティー検定のクイズ対決、そして鷲崎健の特集になった[7]。

## 特別番組
えじけん Special
2009年（平成21年）3月20日に東京国際アニメフェア2009の文化放送ブースにて公開生放送が行われた。超!A&G+でも同時に放送された。（簡易動画付き）
番組自体は2日前（同年3月18日）に最終回が放送されたばかりであり、鷲崎曰く「やっと帰ってきてくれた感がない」状態でのイベントとなった。
- 実施したコーナー
  - 鷲崎健 vs 阿澄佳奈 えじけん検定対決
  - 鷲崎塾 特別講座